# Flughafen Rostock-Laage
Flughafen Rostock-Laage, også benævnt Rostock-Laage Airport (IATA: RLG, ICAO: ETNL), er en regional lufthavn ved byen Kronskamp i den nordlige del af Landkreis Güstrow i delstaten Mecklenburg-Vorpommern, Tyskland. Der er 28 km til Rostock.
Lufthavnen blev bygget fra 1979 til 1981 i DDR-tiden og var ind til Tysklands genforening en rent militær lufthavn. Det var først i 1992, der blev tilladt civil lufttrafik. Udover de offentlige anlæg har Luftwaffes Jagdgeschwader 73 base i lufthavnen. Her var blandt andet placeret de MiG-29 jagerfly, som Tyskland overtog fra DDR. Det sidste fly blev solgt til Polen i august 2004.